# Kelet-Salamon-szigeteki tengeri csata
A Salamon-szigetek keleti részénél lezajlott csata a második világháború egyik ütközete volt 1942. augusztus 24-25-én az amerikaiak és a japánok között a csendes-óceáni hadszíntéren. Az ütközet a második volt egy hat csatából álló hadmozdulat-sorozatból a térségben, amelyet a guadalcanali partraszállás inspirált. Az összecsapás kisebb amerikai győzelemmel végződött.

## Előzmények
Miután az első kisebb japán ellentámadás kudarcba fulladt Guadalcanalnál, a hadvezetés úgy döntött, erősítést indít a szigetre. A feladatra Tanaka Raizo ellentengernagy cirkálóit és könnyűcirkálóit jelölték ki. Az erősítés szállító japán hajók hamarosan a Tokió Expressz nevet kapták az amerikaiaktól. Tanaka első küldetése sikeres volt, 815 katonát tett partra Guadalcanalon augusztus 18-19. éjjelén. Habár ezek a csapatok hamar felmorzsolódtak a harcokban, a hadvezetés további erősítésről határozott.
Két hadművelet kombinálásáról döntöttek: miközben Tanaka elindul a szigetre, egy másik, három repülőgép-hordozót is tartalmazó flotta megpróbálja ütközetre kényszeríteni a Salamon-szigetek északi részénél hajózó amerikaiakat.

## Flották

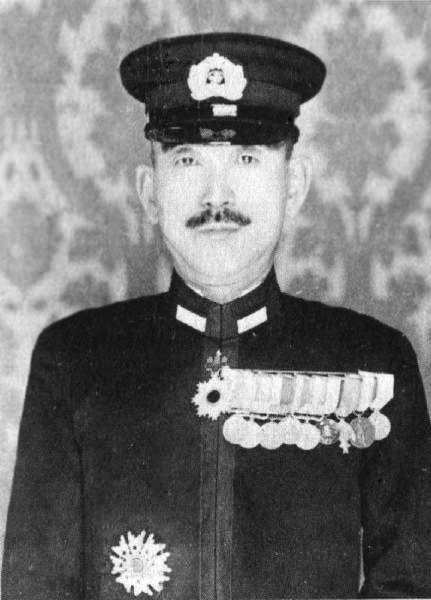
Tanaka Raizo tengernagy

Tanaka hajóhadában egy könnyűcirkáló és négy romboló szállította a katonákat, kíséretükben volt a Csitosze hidroplánszállító, valamint több romboló és a Dzsincu könnyűcirkáló. A másik flotta a Sokaku és a Dzuikaku hordozók körül csoportosult. A flotta tagja volt négy nehézcirkáló és a Rjudzsó könnyűhordozó, amely a csali szerepét töltötte be. A japánok abban bíztak, hogy az amerikaiak megtalálják az egyedül hajózó könnyűcirkálót, a hordozókat pedig nem, és megtámadják a Rjudzsót.
A fő amerikai hajóhad, Fletcher tengernagy parancsnoksága alatt hajózott. A flottában volt a Saratoga, az Enterprise és a Wasp anyahajó, a North Carolina csatahajó, négy cirkáló és tíz romboló. A Wasp csak kis szerepet kapott az ütközetben, mert augusztus 24-én visszavezényelték tankolni.
Az amerikai repülőgépek augusztus 23-án fedezték fel Tanaka admirális szállítóhajóit, amikor azok még több mint 500 kilométerre voltak Guadalcanaltól. A bombázók a rossz időjárás, illetve amiatt, hogy a hajók ideiglenesen megváltoztatták útvonalukat, nem találták meg a flottát.

## Összecsapások

### Augusztus 24.
Másnap az amerikaiak rábukkantak a Rjudzsóra, és Fletcher tengernagy hajói elindultak felé. Először 29, majd további 38 gépet indítottak ellene. Nagyjából ugyanebben az időben a japánok légi támadást indítottak a Henderson légitámaszpont ellen Guadalcanalon. Kevéssel délután fél három előtt amerikai gépek megpillantották őket, így a támadás meghiúsult. Más gépek megtalálták a Sokakut és a Dzuikakut, de nem sikerült a Rjudzsó ellen indított gépeket az új célpontok ellen vezényelni. A Rjudzsót viszont súlyosan megrongálták az amerikai gépek, és a könnyűhordozó elsüllyedt.
A japán hordozók támadást indítottak a két amerikai anyahajó ellen. A Saratoga megúszta, de az Enterprise nem volt szerencsés. Ötvenegy Wildcat vadásza sikeresen elkergette a japán torpedóvetőket, de a zuhanóbombázók három bombája is eltalálta a hordozót. A legénység 75 tagja meghalt, 95 megsebesült. A hajó mindazonáltal képes volt fogadni saját gépeit. Eközben a Saratoga támadást indított a Csitosze ellen, amely kigyulladt, és kénytelen volt elhagyni a csatateret, és augusztus 24-én estére valamennyi hordozó így tett.

### Augusztus 25.
A japánok folytatták a visszavonulást, Fletcher viszont visszatért. Reggel hat körül Tanaka flottáját megtámadták az amerikai gépek, és a Dzsincu, valamint a Kinrju Maru találatot kapott. Az admirális a támadásban elvesztette eszméletét, majd amikor magához tért, áthelyezte székhelyét egy rombolóra. A Kinrju Maru sérülése komolyabb volt, mint, ahogy azt először gondolták: a hajó hevesen égett, és a katonákat evakuálni kellett. Miközben a Muzuki romboló az evakuálásban segédkezett, az Espiritu Santóról felszálló B–17-esek megtámadták, és elsüllyesztették. Két romboló folytatta a süllyedő Kinrju Maru és a Muzuki legénységének, katonáinak mentését. Tanaka tengernagy kiadta a parancsot a visszavonulásra.
A japánok ezután jelentősen csökkentették nappali tevékenységüket a Salamon-szigetek térségében. Az amerikaiak október közepéig kénytelenek voltak nélkülözni az Enterprise-t, de a Santa Cruz-szigeteki tengeri csatában (1942. október 24-26.) már részt vett.

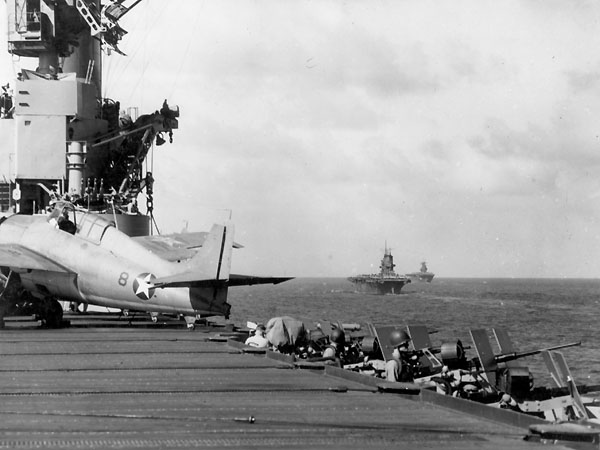
A Wasp fedélzete, háttérben a másik két hordozó
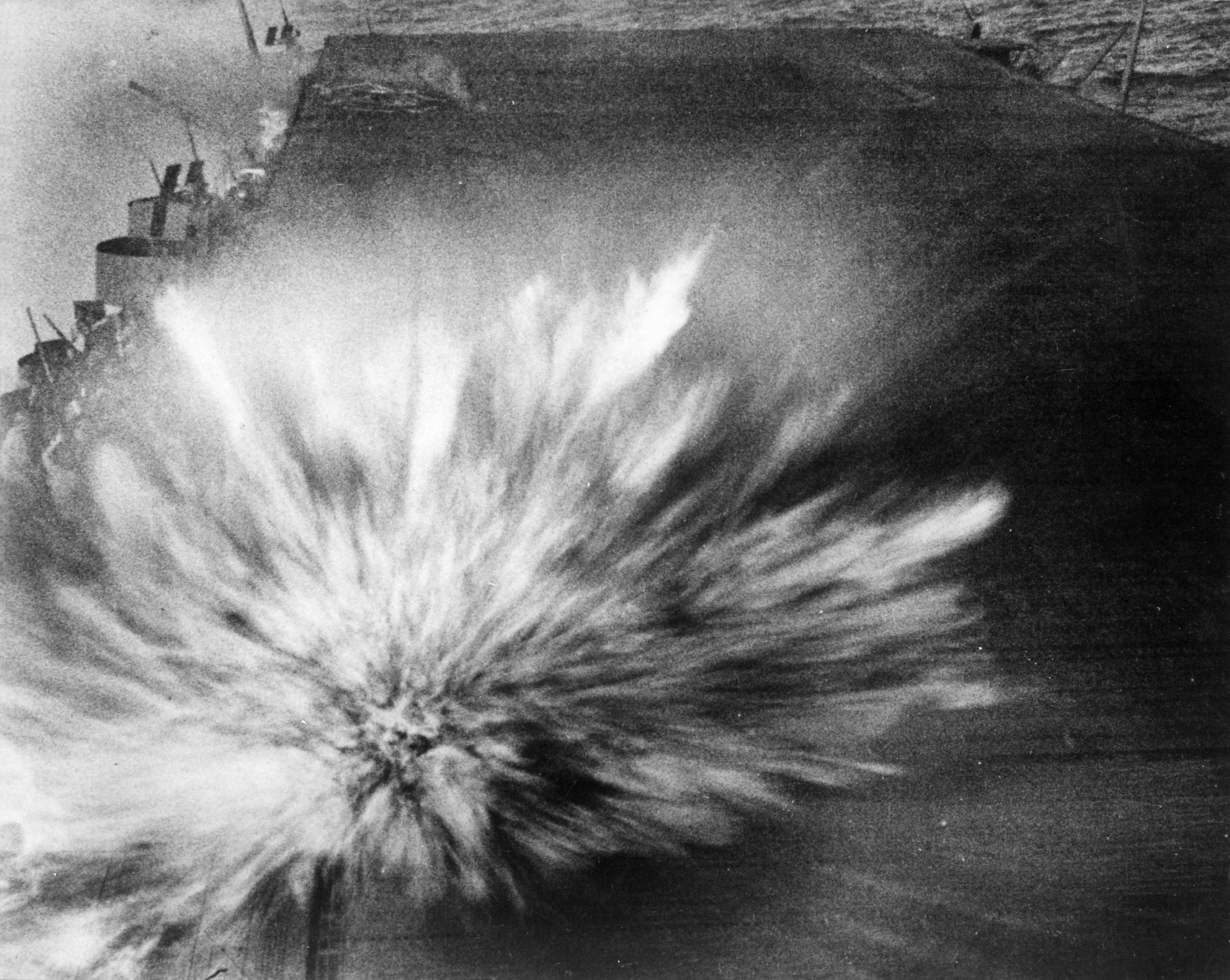
Robbanás az Enterprise-on
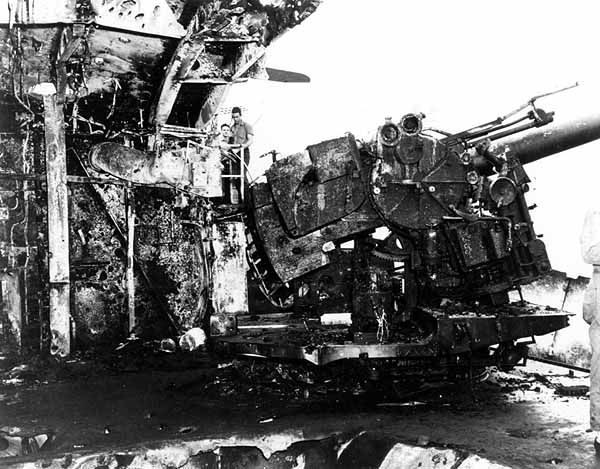
Kiégett löveg az Enterprise-on
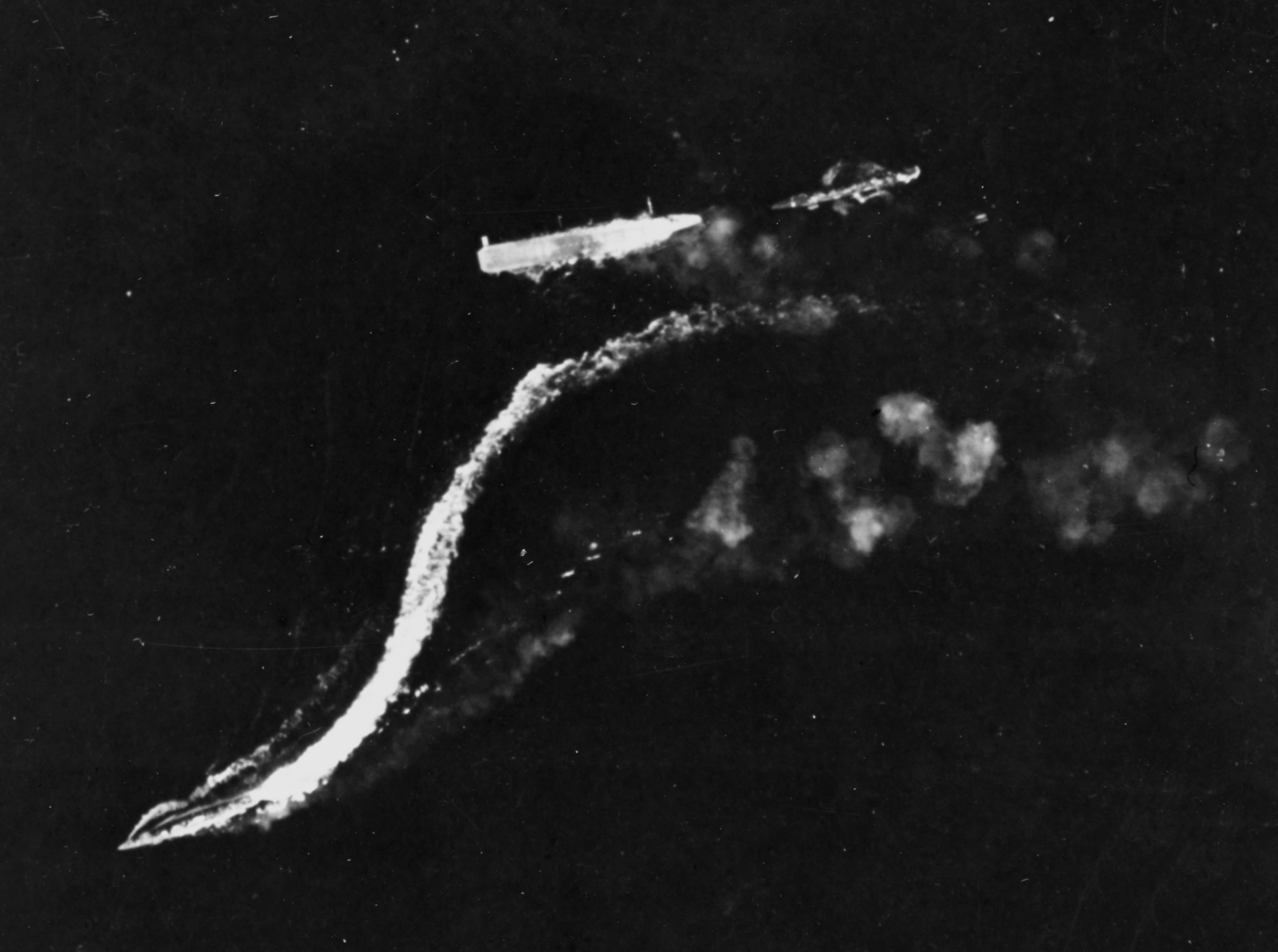
Középen a sérült Rjudzsó
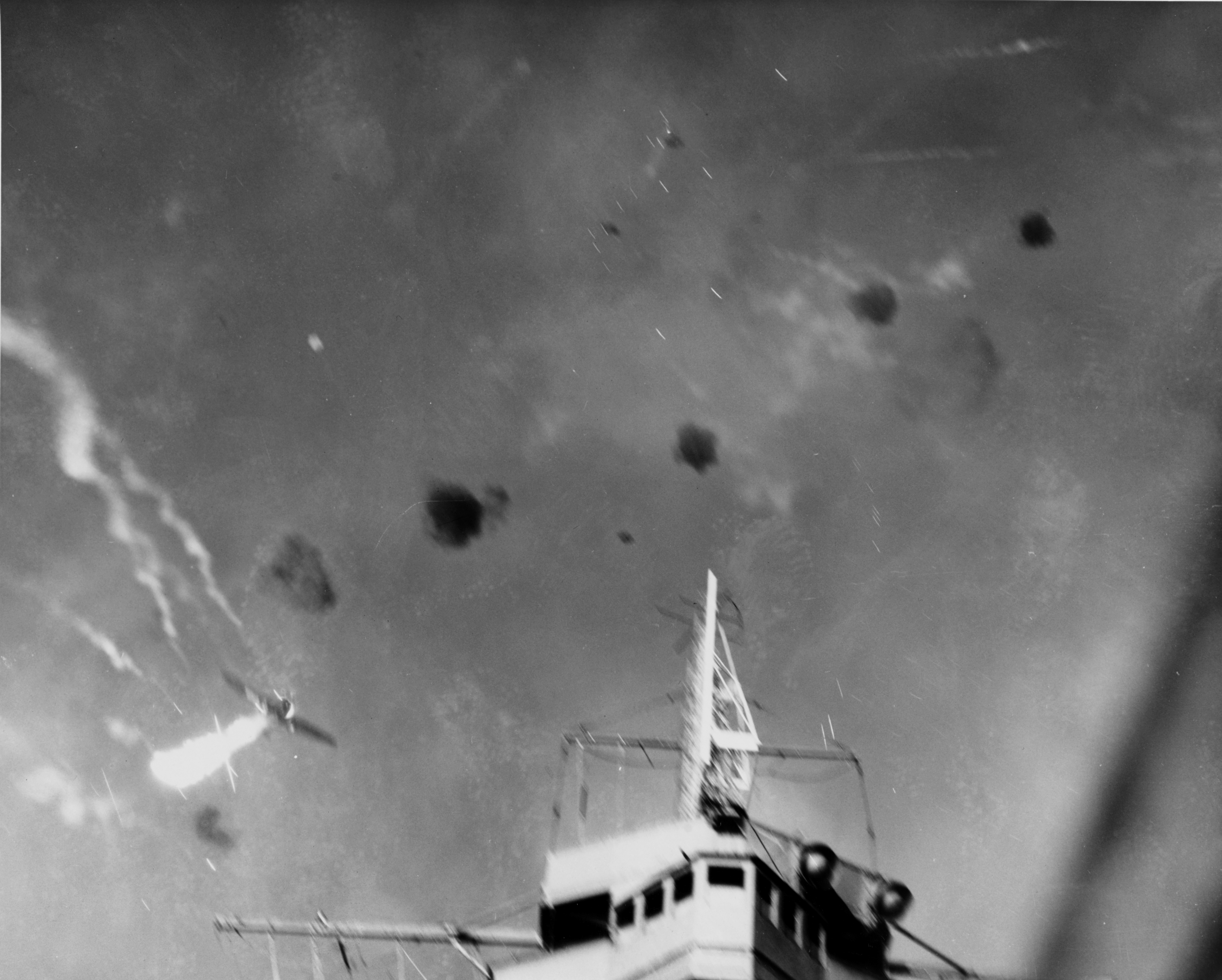
Találatot kapott japán gép az Enterprise felett
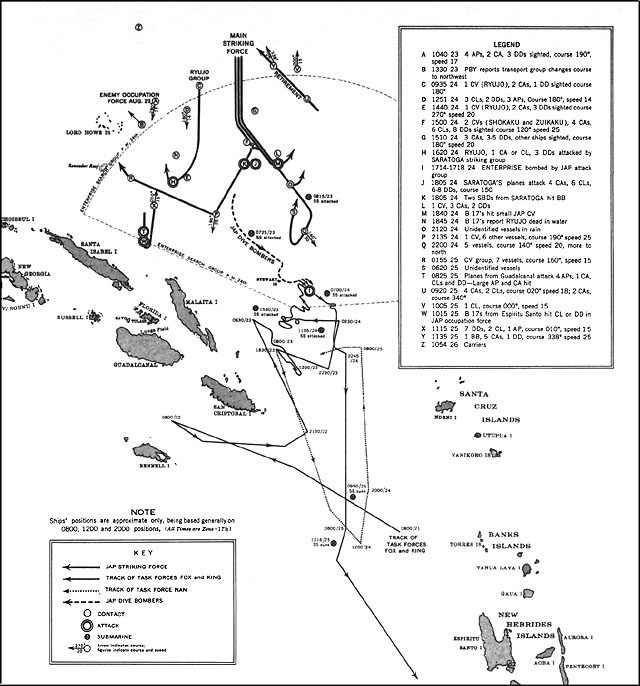
Hadmozdulatok